# 浜玉町
浜玉町（はまたまちょう）は、佐賀県東松浦郡に属していた町。
1956年9月30日、浜崎町と玉島村が合併して誕生した町である。発足当初の町名は浜崎玉島町であったが、1966年11月1日、浜玉町に改名された。
2005年1月1日に唐津市・東松浦郡厳木町・相知町・北波多村・肥前町・鎮西町・呼子町と共に合併し、「唐津市」として新設されたため消滅した。合併後の住所表記にも浜玉町という名前は残っているが、読みが「はまたまちょう」から「はまたままち」に変更された。

## 概要
佐賀県の北部、東松浦郡の北東部にあり、東部は福岡県二丈町、西部は唐津市に接し、東経130度2分37秒、北緯33度26分52秒の位置にある。山間部に飛地（鳥巣地区）が存在したが、2005年の合併により解消された。
北部は玄海国定公園の松浦潟に面し、北部より東部にかけて筑紫山地の城山（じょうやま） (377m)、十坊山（とんぼやま） (535m)、南東部は椿山 (760m)、南西部は白山火山脈の鏡山 (283m) などの山に囲まれ、美しい自然に恵まれている。河川は玉島川、横田川等が流れている。また、日本三大松原の一つである、「虹の松原」もある。
古くは末盧国の存在した地域で、谷口古墳や横田下古墳（ともに国の史跡に指定）をはじめ、無名の古墳も数多くある。また、玉島川で神功皇后が鮎を釣って武運を占ったという伝説や、鏡山に関する松浦佐用姫の伝説も残されている。中世には松浦党の一派の拠点があった。江戸時代は対馬藩の飛地である浜崎以外は唐津藩となっており、虹の松原一揆の首謀者は町内平原地区の庄屋であった。

## 町勢
- 人口　10,605人（2004年9月1日）
- 世帯数　3,105世帯（2004年9月1日）
- 面積　52.13km2

## 交通
全て合併時点（2005年）の状況。バスのみ2025年現在。

### バス
- 昭和バスが運行している。
  - 唐津バスセンター - 東唐津駅 - 鏡山下 - 浜崎駅北口 - 玉島神社前 - 七山市民センター前
- 町内では日中に「チョイソコからつ」が運行している。

### 鉄道
- 九州旅客鉄道
  - 筑肥線 ： 浜崎駅

### 道路
- 国道202号
- 国道323号
- 二丈浜玉有料道路

## 名所・旧跡・観光

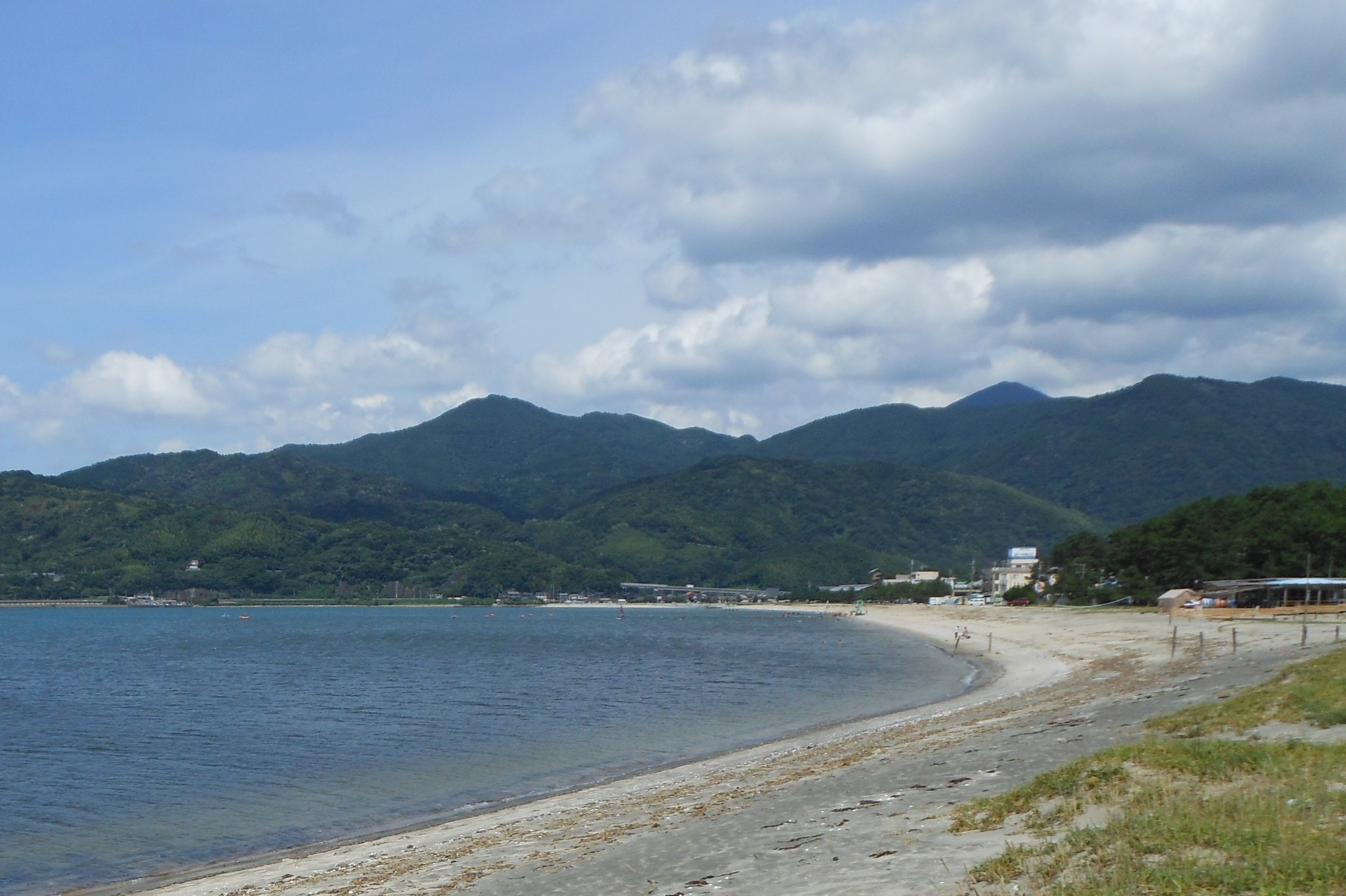
浜崎海水浴場

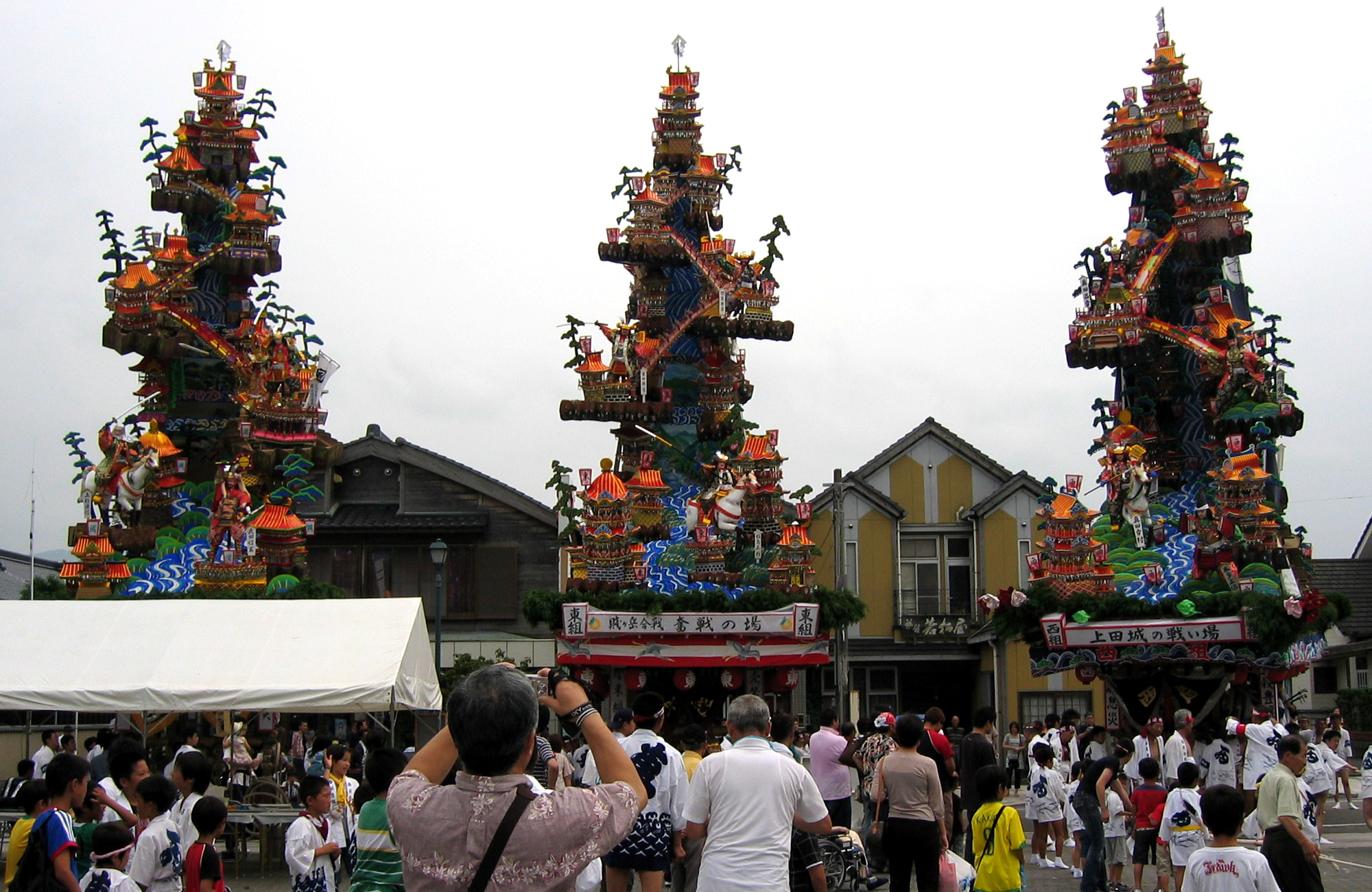
浜崎祇園山笠

- 虹の松原（日本の道100選、かおり風景100選：虹の松原潮のかおり）
- 浜崎海水浴場
- 諏訪神社
  - 春の大祭（5月、マムシ除けの砂で知られる）
  - 浜崎祇園山笠（7月海の日後の土日、3台の山笠による祇園祭）
  - 秋の大祭（11月23日、浜崎くんち）
- 玉島神社
- 大村神社
- 鳥巣神社
  - 鳥巣天衝舞浮立
- けえらん
- 谷口古墳
- 横田下古墳

## 出身者
- 久富賢（サッカー選手）